# Сжатие изображений
Сжатие изображений — применение алгоритмов сжатия данных к изображениям, хранящимся в цифровом виде. В результате сжатия уменьшается размер изображения, из-за чего уменьшается время передачи изображения по сети и экономится пространство для хранения.
Сжатие изображений подразделяют на сжатие с потерями качества и сжатие без потерь. Сжатие без потерь часто предпочтительней для искусственно построенных изображений, таких как графики, иконки программ, либо для специальных случаев, например, если изображения предназначены для последующей обработки алгоритмами распознавания изображений. Алгоритмы сжатия с потерями при увеличении степени сжатия как правило порождают хорошо заметные человеческому глазу артефакты.

## Примеры алгоритмов

### Алгоритмы сжатия без потерь
- RLE — используется в форматах PCX — в качестве основного метода и в форматах BMP, TGA, TIFF в качестве одного из доступных.
- LZW — используется в формате GIF
- Deflate — используется в формате PNG

### Алгоритмы сжатия с потерями
- Наиболее популярным примером формата изображения, где используется сжатие с потерями, является JPEG
- На мобильных платформах применяется перевод изображения в палитровый формат.
- JPEG 2000
- Алгоритм фрактального сжатия
- DXTC — компрессия текстур, реализованная в графическом API DirectX и поддерживаемая на аппаратном уровне современными видеокартами.
- Дифференциальное сжатие — сжатие основано на формировании граничных условий и выбора дифференциальных уравнений, решение выбранных дифференциальных уравнений, с вычисленными при сжатии граничными условиями, позволяет восстановить исходное изображение.[1][значимость факта?]